# Seznam zápasů egyptské fotbalové reprezentace na MS
Egyptská fotbalová reprezentace byla celkem 3x na mistrovstvích světa ve fotbale a to v letech 1934, 1990, 2018.
- Aktualizace po MS 1990 – Počet utkání – 7 – Vítězství – 0x – Remízy – 1x – Prohry – 6x

| Číslo | Soupeř         | Výsledek | MS      | Fáze turnaje       | Góly Egyptu                |
| ----- | -------------- | -------- | ------- | ------------------ | -------------------------- |
| 1.    | Maďarsko       | 2 – 4    | MS 1934 | první kolo         | Abdel Fawzi (2)            |
| 2.    | Nizozemsko     | 1 – 1    | MS 1990 | základní skupina F | Magdi Abdelghani (penalta) |
| 3.    | Irsko          | 0 – 1    | MS 1990 | základní skupina F |                            |
| 4.    | Anglie         | 0 – 1    | MS 1990 | základní skupina F |                            |
| 5.    | Uruguay        | 0 – 1    | MS 2018 | základní skupina A |                            |
| 6.    | Rusko          | 1 – 2    | MS 2018 | základní skupina A | Mohamed Salah (penalta)    |
| 7.    | Saúdská Arábie | 1 – 2    | MS 2018 | základní skupina A | Mohamed Salah              |